# 代沃爾
代沃爾，是阿爾巴尼亞東南部科赤州的市镇。處於代沃尔河上游。该市镇包括5个行政分区，行政中心为比利什特镇。市镇面積为458平方公里，2011年人口数量为26,716人。